# Anders Foldager
Anders Foldager (Skive, 27 luglio 2001) è un ciclista su strada danese che corre per il Team Jayco AlUla.

## Palmarès
- 2022 (Biesse-Carrera, una vittoria)

Trofeo Sportivi di Briga
- 2023 (Biesse-Carrera, quattro vittorie)

Memorial Polese
Trofeo Città di San Vendemiano
8ª tappa Giro Next Gen (Tavagnacco > Trieste)
1ª tappa Tour de l'Avenir (Carnac > La Gacilly)
- 2024 (Team Jayco AlUla, una vittoria)

2ª tappa Okolo Slovenska (Nitra > Hlohovec)

### Altri successi
- 2023 (Biesse-Carrera)

3ª tappa Tour de l'Avenir (Issoudun > Vatan, cronosquadre)
- 2024 (Team Jayco AlUla)

1ª tappa Okolo Slovenska (Dunajská Streda, cronosquadre)

## Piazzamenti

### Competizioni mondiali
- Campionati del mondo

Glasgow 2023 - In linea Under-23: 43º

### Competizioni continentali
- Campionati europei

Alkmaar 2019 - In linea Junior: ritirato
Anadia 2022 - In linea Under-23: 14º
Drenthe 2023 - In linea Under-23: ritirato
Limburgo 2024 - In linea Elite: ritirato